# Benedito Batista
Benedito Batista, mais conhecido simplesmente como Batista (Bauru, 19 de junho de 1940 – Bauru, 12 de agosto de 1996), foi um futebolista brasileiro, que atuava como ponta.

## História
Batista surgiu no Noroeste, no início da década de 1960, e após boas atuações foi contratado, junto com seu companheiro de time Toninho Guerreiro, para o Santos. No Peixe, Batista conquistou vários títulos, inclusive integrou o elenco campeão mundial em 1963, mas nunca conseguiu se firmar.
Em agosto de 1963, quando retornava de uma saída de madrugada com os colegas Almir Pernambuquinho e Helmiton, foram baleados, sendo atingido no antebraço esquerdo e hospitalizado.
Em 1964 foi emprestado ao Racing, junto com Luís Cláudio e Dorval. No clube argentino não teve grandes atuações, marcando apenas um gol no Campeonato Argentino de 1964.
Depois de voltar ao Santos, foi emprestado ao São Bento e passou por outros clubes antes de encerrar a carreira.
Batista faleceu no dia 12 de agosto de 1996, em Bauru.

## Títulos
Santos
- Copa Intercontinental: 1963[1]
- Campeonato Brasileiro: 1963
- Torneio Rio-São Paulo: 1963[8][9], 1964